# NGC 6204
NGC 6204 је расејано звездано јато у сазвежђу Олтар које се налази на NGC листи објеката дубоког неба.
Деклинација објекта је - 47° 0' 44" а ректасцензија 16h 46m 7,9s. Привидна величина (магнитуда) објекта NGC 6204 износи 8,2. NGC 6204 је још познат и под ознакама OCL 982, ESO 277-SC10.